# Pareronia gulussa
Pareronia gulussa is een vlindersoort uit de familie van de Pieridae (witjes), onderfamilie Pierinae.
Pareronia gulussa werd in 1910 beschreven door Fruhstorfer.